# 덜꿩나무

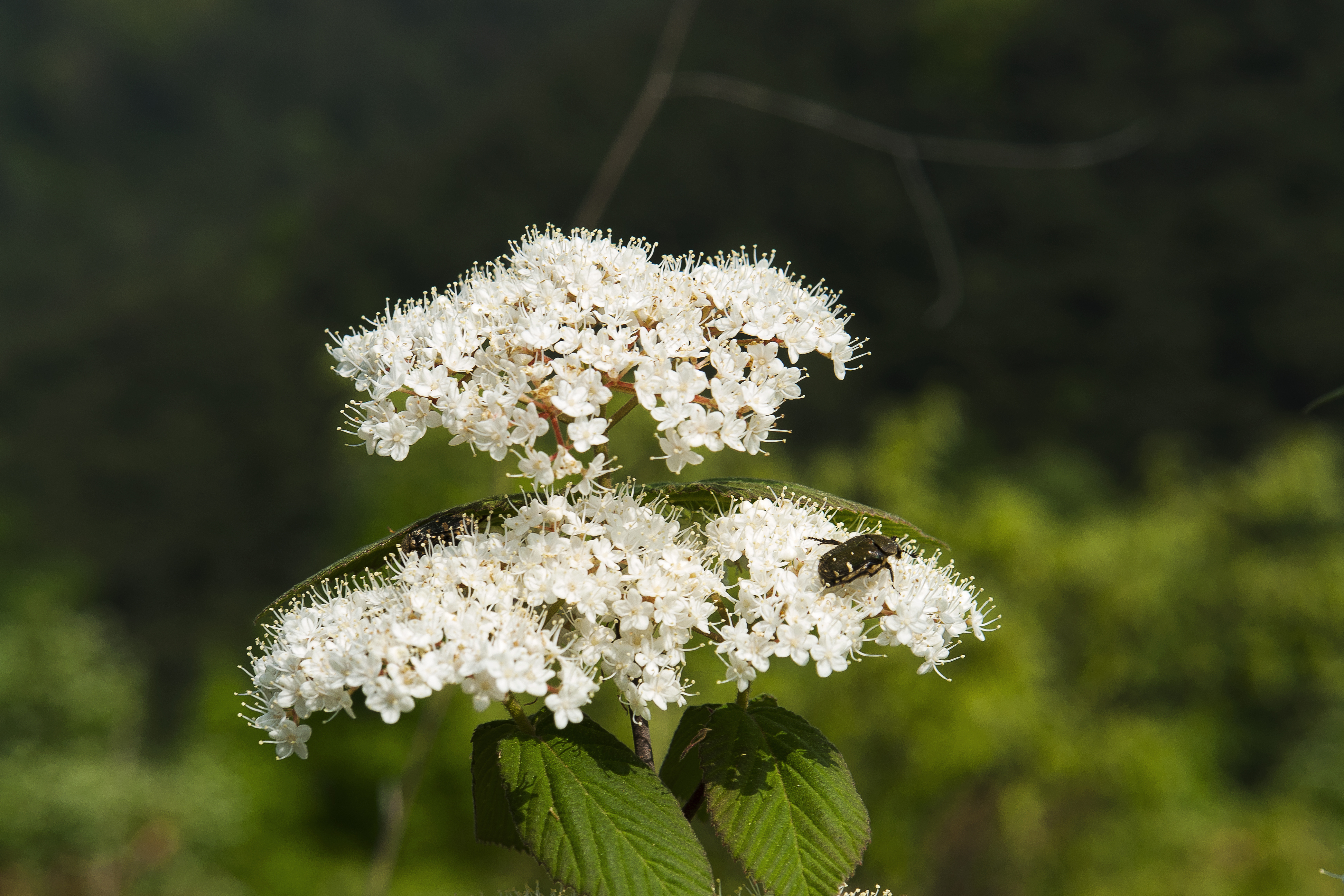

덜꿩나무(학명: Viburnum erosum Thunb)는 산분꽃나무속(Genus Viburnum)에 속하는 몇 개의 종 가운데 하나이다.

## 이름
덜꿩나무는 들꿩이 좋아한다고 해서 들꿩나무라고 부르는데에서 유래되었다고 한다.

## 생태
5월에 화려한 흰 꽃이 피고, 가을에 빨간색 열매가 맺힌다. 높이 크지 않기 때문에 정원수로 사용된다.

## 같이 보기
- 가막살나무